# Snooker Shoot-Out
Das Snooker Shoot-Out ist ein Snookerturnier, das erstmals 1990 ausgetragen wurde. Es war – bis 2016 – ein Einladungsturnier, für das es keine Punkte für die Snookerweltrangliste gab. In der Saison 2016/17 wurde das Turnier zu einem Ranglistenturnier aufgewertet, indem die Teilnehmerzahl von 64 auf 128 verdoppelt wurde. Damit zählen die Preisgelder – ab Runde 2 – auch für die Snookerweltrangliste.

## Modus
Die 128 besten Spieler der Snookerweltrangliste treten in einem K.-o.-System gegeneinander an. Eine Setzliste gibt es nicht, so dass jede Runde neu ausgelost wird. Es wird in jeder Runde pro Paarung nur ein Frame auf Zeit gespielt (auf 10 Minuten begrenzt), wobei der Spieler mit den dann meisten Punkten Sieger des Frames ist und in den Lostopf zur nächsten Runde kommt.

## Regeln
- Der Gewinner des lags darf entscheiden, ob er oder der Gegner mit dem ersten Stoß beginnt.
- Während der ersten 5 Minuten haben die Spieler 15 (bis 2012: 20) Sekunden Zeit pro Stoß (Shot clock).
- Während der zweiten 5 Minuten haben die Spieler 10 (bis 2012: 15) Sekunden Zeit pro Stoß.
- Spielt ein Spieler in der vorgegebenen Zeit keinen Stoß, so ist dies ein 5-Punkte-Foul.
- Nach jedem Stoß muss ein Ball on fallen oder irgendein Ball eine Bande berühren, sonst ist es ebenfalls ein 5-Punkte-Foul.
- Nach jedem Foul hat der Gegner Ball in Hand auf dem gesamten Tisch.
- Der Spieler, der nach 10 Minuten die meisten Punkte hat, gewinnt.
- Steht es nach 10 Minuten unentschieden, folgt ein Entscheidungsspiel auf den blauen Ball, welcher auf seiner Aufsetzmarke liegt. Der Spielball wird pro Runde und Spieler je ein Mal aus dem „D“ gespielt. Der Spieler, der den lag zu Beginn des Spiels gewonnen hat, darf entscheiden, wer zuerst spielt. Gewinner ist der Spieler, welcher in einer Runde einen Locherfolg verzeichnet, in der der Gegner sich einen Fehlversuch leistet. Flukes zählen hier nicht als Locherfolg.[2]

## Geschichte
Ein ähnliches Turnier wurde bereits 1990 ausgetragen, jedoch in den Folgejahren nicht fortgesetzt. Während sich die Regeln an die normalen Snookerregeln anlehnten, wurde auch damals in jeder Runde nur ein einziger Frame gespielt. Lediglich im Finale wurde Best of 3 gespielt.
Nachdem Barry Hearn 2010 den Vorsitz des Snookerweltverbands übernommen hatte, gab es wieder viele neue Turniere im Main-Tour-Kalender, darunter das Shoot-Out. Seit 2011 wird das Turnier jährlich meist Ende Januar als dreitägiges Turnier ausgetragen. In den ersten Jahren fand das Turnier in der Circus Arena des Blackpool Tower statt, die in den 1950er Jahren schon mehrfach Austragungsort der Snookerweltmeisterschaft gewesen war. 2016 wechselte das Snooker Shoot-Out ins Hexagon in Reading, in den 1980ern und 1990ern Austragungsort des Snooker Grand Prix. Im Zuge der Erweiterung des Teilnehmerfeldes wechselte man erneut den Austragungsort. Von 2017 bis 2020 fand die Veranstaltung im Watford Colosseum in Watford statt. 2021 fand das Snooker Shoot Out wie die meisten Snookerturniere in diesem Jahr coronabedingt in der Marshall Arena in Milton Keynes statt, bevor es für zwei Jahre in eine neue Snookerspielstätte in Leicester wechselte. 2023 wurde mit dem südwalisischen Swansea erstmals ein Austragungsort außerhalb von England gewählt.
Bislang (2024) hat noch kein Spieler das Turnier zweimal gewonnen. 
Die Veranstaltung ist auch insofern bemerkenswert, als im Laufe der Jahre über Wildcards mehrere Spielerinnen der Frauen-Snookertour wie Reanne Evans, Emma Parker, Nutcharut Wongharuthai und Rebecca Kenna teilgenommen haben.

## Trivia
Im Gegensatz zu regulären Snooker-Turnieren gehören beim Shoot-Out-Wettbewerb Zwischenrufe, Kommentare, Gesänge, Gespräche zwischen Zuschauern und Spielern, frenetischer Szenenapplaus, bisweilen das Rennen der Spieler um den Tisch ebenso zum Ritual wie La Ola (Zuschauerwelle) beim Spielen des gelben Balls, Buhrufe beim Spielen des blauen Balls etc. Der Referee schreitet nicht ein und mahnt das Publikum nicht zur Ruhe. Auch sind emotionale Reaktionen der Spieler nicht verpönt (z. B. das Zeigen der Faust). Die reguläre Berufskleidung der Spieler und der Referees wird hier durch Polo-Shirts ersetzt, wobei die Spieler farblich gleiche, mit ihrer Shoot-Out-Ranking-Nummer auf den Ärmeln, ihrem Namen auf der Rückenseite, sowie darüber dem Text „#Clock is Ticking“ tragen. Die Schiedsrichter tragen farblich abgesetzte Shirts mit der Aufschrift „REFEREE“ anstelle des Namens. Das Muster der Shirts bleibt jedes Jahr gleich, nur die Farben ändern sich jeweils.
Centurybreaks sind beim Shoot-Out möglich, aber selten. In der gesamten Geschichte wurden bislang (2023) nur 29 gespielt. Das erste und bislang einzige  Maximum Break wurde in der zweiten Ausgabe des Turniers im Jahr 2023 von Shaun Murphy gespielt. Bei längeren Save-Duellen können auch niedrige Ergebnisse erzielt werden, das bislang niedrigste Ergebnis (Siegerscore 7, Gesamtscore 8) wurde 2024 erzielt, als sich Elliot Slessor und Mostafa Dorgham mit 7:1 trennten.
Das Shoot-Out ist normalerweise ein „Turnier der Outlaws“: Noch nie hat ein Spieler, der irgendwann Weltmeister war, gewonnen, nur einmal (2023) gewann mit dem topgesetzten Mark Allen ein Spieler aus den aktuellen Top 16 der Weltrangliste.

## Sieger
| Jahr                              | Austragungsort                    | Sieger                            | Ergebnis                          | Finalist                          | Hauptsponsor                      | Saison                            |
| International One Frame Shoot-out | International One Frame Shoot-out | International One Frame Shoot-out | International One Frame Shoot-out | International One Frame Shoot-out | International One Frame Shoot-out | International One Frame Shoot-out |
| --------------------------------- | --------------------------------- | --------------------------------- | --------------------------------- | --------------------------------- | --------------------------------- | --------------------------------- |
| 1990                              | Stoke-on-Trent – Trentham Gardens | Darren Morgan                     | 12:1 1                            | Mike Hallett                      | –                                 | 1990/91                           |
| Snooker Shoot-Out                 |                                   |                                   |                                   |                                   |                                   |                                   |
| 2011                              | Blackpool Tower Circus            | Nigel Bond                        | 58:24                             | Robert Milkins                    | Caesarscasino                     | 2010/11                           |
| 2012                              | Blackpool Tower Circus            | Barry Hawkins                     | 61:23                             | Graeme Dott                       | Partypoker                        | 2011/12                           |
| 2013                              | Blackpool Tower Circus            | Martin Gould                      | 104:000                           | Mark Allen                        | Betfair                           | 2012/13                           |
| 2014                              | Blackpool Tower Circus            | Dominic Dale                      | 77:19                             | Stuart Bingham                    | 888casino                         | 2013/14                           |
| 2015                              | Blackpool Tower Circus            | Michael White                     | 54:48                             | Xiao Guodong                      | betway                            | 2014/15                           |
| 2016                              | Reading – The Hexagon             | Robin Hull                        | 50:36                             | Luca Brecel                       | Coral                             | 2015/16                           |
| 2017                              | Watford – Watford Colosseum       | Anthony McGill                    | 67:19                             | Xiao Guodong                      | Coral                             | 2016/17                           |
| 2018                              | Watford – Watford Colosseum       | Michael Georgiou                  | 67:56                             | Graeme Dott                       | Coral                             | 2017/18                           |
| 2019                              | Watford – Watford Colosseum       | Thepchaiya Un-Nooh                | 74:0                              | Michael Holt                      | BetVictor                         | 2018/19                           |
| 2020                              | Watford – Watford Colosseum       | Michael Holt                      | 64:1                              | Zhou Yuelong                      | BetVictor                         | 2019/20                           |
| 2021                              | Milton Keynes – Marshall Arena    | Ryan Day                          | 67:24                             | Mark Selby                        | BetVictor                         | 2020/21                           |
| 2022                              | Leicester – Morningside Arena 2   | Hossein Vafaei                    | 71:0                              | Mark Williams                     | BetVictor                         | 2021/22                           |
| 2023 (1)                          | Leicester – Morningside Arena 2   | Chris Wakelin                     | 119:0                             | Julien Leclercq                   | BetVictor                         | 2022/23                           |
| 2023 (2)                          | Swansea – Swansea Arena           | Mark Allen                        | 64:5                              | Cao Yupeng                        | BetVictor                         | 2023/24                           |
| 2024                              | Leicester – Mattioli Arena 2      | Tom Ford                          | 31:28                             | Liam Graham                       | 9Club                             | 2024/25                           |